# (3530) Hammel
(3530) Hammel es un asteroide perteneciente al cinturón de asteroides, descubierto el 2 de marzo de 1981 por Schelte John Bus desde el Observatorio de Siding Spring, Nueva Gales del Sur, Australia.

## Designación y nombre
Designado provisionalmente como 1981 EC20. Fue nombrado Hammel en honor a la científica  estadounidense de ciencias planetarias Heidi B. Hammel.